# Kyla La Grange
Kyla La Grange (ur. 25 lipca 1986 w Watford) – brytyjska wokalista i autorka tekstów. Wydała dwa albumy studyjne: Ashes oraz Cut Your Teeth. Jej singel „Cut Your Teeth” był wysoko notowany na listach przebojów m.in. w Danii i Holandii.

## Kariera

### Wczesne lata życia i początki kariery
Jej ojciec, który był fotografem, pochodzi z Zimbabwe, matka z Republiki Południowej Afryki. W czasie gdy jej matka była z nią w ciąży, jej rodzice przenieśli się do South Oxhey w Anglii by uniknąć wychowania jej podczas apartheidu. Wkrótce przeprowadzili się do Watford, gdzie Kyla uczęszczała do miejscowej szkoły podstawowej. Nie czuła się lubiana wśród swoich rówieśników, co wynikało przede wszystkim z braku znajomości angielskiej kultury. Od najmłodszych lat uczęszczała do szkoły muzycznej w Watford, gdzie uczyła się gry na skrzypcach i śpiewu. Jako nastolatka zaczęła pisać piosenki. Studiowała filozofię na Uniwersytecie Cambridge, który opuściła w 2007 roku.

### 2011-2012:Ashes
Jej debiutancki album zatytułowany Ashes został wydany 30 lipca 2012. Na płycie znalazło się jedenaście utworów (plus trzy utwory bonusowe). Album wyprodukowany został przez Bretta Shawa (dwa utwory przez Marky’ego Batesa) w 123 Studios mającym swoją siedzibę w londyńskiej dzielnicy Shoreditch. Wszystkie utwory zostały napisane przez Kylę, prócz utworu „Love You Better”, który był coverem brytyjskiej grupy The Maccabees. Cztery utwory z albumu zostały wydane jako single: „Walk Through Walls”, „Been Better”, „Heavy Stone” oraz „Vampire Smile”. Utwór „Catalyst” pojawił się w czternastym odcinku pierwszego sezonu amerykańskiego serialu Piękna i Bestia zatytułowanym „Tough Love”.
Album został odnotowany na szwajcarskiej liście przebojów na osiemnastej pozycji.

### 2014:Cut Your Teeth
Drugi album La Grange zatytułowany Cut Your Teeth ukazał się 2 czerwca 2014. Został wyprodukowany przez brytyjskiego producenta Jakwoba znanego ze współpracy z Ellie Goulding. Na płycie znalazło się dziesięć utworów, w tym dwa single: „The Knife” i „Cut Your Teeth”, który był notowany na listach przebojów m.in. Danii, Holandii (Top 100), Norwegii i Szwecji. Remiks do utworu „Cut Your Teeth” autorstwa norweskiego producenta muzycznego Kygo był notowany na listach przebojów w Holandii (Top 40). Utwór pojawia się w piątym odcinku pierwszej serii brytyjskiego serialu Glue.
Album został odnotowany na szwajcarskiej liście przebojów na dwudziestej drugiej pozycji.

## Dyskografia

### Albumy
| Rok                                                      | Dane dot. albumu                                                | Pozycje na listach przebojów |
| Rok                                                      | Dane dot. albumu                                                | SWI                          |
| -------------------------------------------------------- | --------------------------------------------------------------- | ---------------------------- |
| 2012                                                     | Ashes - Wydany: 30 lipca 2012 - Wytwórnia: Sony Music           | 18                           |
| 2014                                                     | Cut Your Teeth - Wydany: 2 czerwca 2014 - Wytwórnia: Sony Music | 22                           |
| „–” oznacza, że singel nie był notowany na danej liście. |                                                                 |                              |

### Single
| Rok                                                      | Singel               | Pozycje na listach przebojów | Pozycje na listach przebojów | Pozycje na listach przebojów | Pozycje na listach przebojów | Pozycje na listach przebojów | Pozycje na listach przebojów | Album          |
| Rok                                                      | Singel               | DEN                          | NED (Top 100)                | NOR                          | SWE                          | SWI                          | US Dance/Mix Show Airplay    | Album          |
| -------------------------------------------------------- | -------------------- | ---------------------------- | ---------------------------- | ---------------------------- | ---------------------------- | ---------------------------- | ---------------------------- | -------------- |
| 2011                                                     | „Walk Through Walls” | –                            | –                            | –                            | –                            | –                            | –                            | Ashes          |
| 2011                                                     | „Been Better”        | –                            | –                            | –                            | –                            | –                            | –                            | Ashes          |
| 2011                                                     | „Heavy Stone”        | –                            | –                            | –                            | –                            | –                            | –                            | Ashes          |
| 2012                                                     | „Vampire Smile”      | –                            | –                            | –                            | –                            | –                            | –                            | Ashes          |
| 2014                                                     | „Cut Your Teeth”     | 12                           | 21                           | 39                           | 50                           | 69                           | 13                           | Cut Your Teeth |
| 2014                                                     | „The Knife”          | –                            | –                            | –                            | –                            | –                            | –                            | Cut Your Teeth |
| 2015                                                     | „So Sweet”           | –                            | –                            | –                            | –                            | –                            | –                            |                |
| 2015                                                     | „Skin”               | –                            | –                            | –                            | –                            | –                            | –                            |                |
| 2016                                                     | „Hummingbird”        | –                            | –                            | –                            | –                            | –                            | –                            |                |
| „–” oznacza, że singel nie był notowany na danej liście. |                      |                              |                              |                              |                              |                              |                              |                |

### Inne notowane utwory
| Rok                                                      | Utwór                                    | Pozycje na listach przebojów |
| Rok                                                      | Utwór                                    | NED (Top 40)                 |
| -------------------------------------------------------- | ---------------------------------------- | ---------------------------- |
| 2014                                                     | „Cut Your Teeth” (Kyla La Grange & Kygo) | 19                           |
| „–” oznacza, że singel nie był notowany na danej liście. |                                          |                              |